# Danoninho
Danoninho é um produto alimentício da Danone voltado para o público infantil. Trata-se de um queijo chamado petit suisse,  não maturado, adicionado de minerais e vitaminas, e polpa de frutas. Ele foi originado do produto francês "Danino", que também é distribuído ao redor do mundo pela Danone e tal como Danoninho possui um dinossauro estampado nas embalagens. Em alguns países o produto também costuma ser chamado de "Danonino".

## Processo de produção
O processo de produção consiste na pasteurização, na fermentação e na concentração do leite de vaca, até que se torne um queijo fresco, não maturado. Após essa fase, são adicionados minerais, vitaminas e a polpa de fruta. Diferentemente do iogurte, na fabricação do petit suisse inclui-se a etapa de concentração da massa, com a retirada do soro do leite, o que resulta em uma consistência mais densa e um teor maior de proteína e cálcio.

## Compilação
O produto oferece um complemento a alimentação infantil. Comparado à composição nutricional do iogurte com polpa de fruta regular o petit suisse contém três vezes mais cálcio, além de ser enriquecido com nutrientes para complementar a dieta da população infantil brasileira. Está presente em 33 países, e a fórmula de Danoninho é desenvolvida constantemente.
Em 2008, a Danone desenvolveu a nova fórmula para Danoninho, com base nos resultados do estudo da Danone Research, o centro de pesquisa e desenvolvimento da Danone
Com dois potinhos de 45g, a nova fórmula de Danoninho entrega 55% do cálcio que as crianças brasileiras precisam diariamente, com base na IDR (Ingestão Diária Recomendada) para crianças de 4 a 6 anos, além de ferro, zinco, vitaminas D e E, e baixo teor de açúcar.
Danoninho não tem adição de sódio na fórmula: o mineral presente é totalmente proveniente do leite, principal matéria-prima do produto.
Danoninho contém glúten podendo causar a doença celíaca - uma patologia autoimune que afeta o intestino delgado de adultos e crianças geneticamente predispostos, precipitada pela ingestão de alimentos que contêm glúten. Danoninho também contém castanhas de caju podendo causar alergias.

## Produtos
O mix de produtos da marca Danoninho é composto pela bandeja com oito potes de 45g, pelo Potão, com 100g, além da versão em iogurte para beber. O Danoninho Ice é um produto sazonal, que vem com pazinhas, especial para ser consumido congelado. Pelo Danoninho Crush que pode ser consumido com apenas uma das mãos. Associada a textura do produto permite que, ao apertar a embalagem, ele seja projetado para fora, possibilitando o consumo sem a necessidade de uso da colher. E também o Danoninho Para Levar,  que vem em um saquinho  de 70g, que depois de aberto pode ser fechado novamente e pode ser consumido em até cinco horas fora da geladeira.

## História
No Brasil, Danoninho inaugurou a categoria de petit suisse em 1973, três anos depois da chegada da Danone ao país. Foi o primeiro petit a adicionar cálcio, ferro e zinco em sua formulação, a trazer sabores diferentes e novas aplicações.
Já em Portugal foi a empresa portuguesa Longa Vida, que iniciou a comercialização deste tipo de produtos durante os anos setenta, adotando o nome de Suissinhos.

## LP do Danoninho - O Bifinho
O LP do compacto duplo do Danoninho - O Bifinho foi lançado originalmente em 1989. na trilha sonora de mesmo nome. 

### Faixas
1. O Bifinho - 0:45

### História (LP)
Na faixa um, "O Bifinho", um grande sucesso do momento, trilha sonora do mesmo nome, estrelado pelo famoso Danoninho.

## Crítica
Danoninho vale por um bifinho foi uma campanha publicitária brasileira criada no ano de 1974 para o Danoninho, um produto da Danone. A campanha, considerada a mais famosa do produto e que marcou uma época, foi criada pelo premiado publicitário Alex Periscinoto. A campanha buscava passar a mensagem que um pote de Danoninho tinha o mesmo conteúdo nutricional de um pedaço de carne de 180 gramas. Contudo, tal comparação foi contestada pelo Conar e por nutricionistas e, desse modo, a Danone deixou de usar o slogan nos anos seguintes. No ano de 1989, no entanto, uma nova campanha publicitária retomou a comparação de forma indireto, trazendo crianças cantando as diversas propriedades nutricionais do Danoninho no ritmo da música O Bife.
Na Europa, principalmente na Alemanha e Áustria, Danone é criticado pelo marketing para Danoninho (produto homónimo: Fruchtzwerge) por órgãos de defesa do consumidor, criticando afirmações premeditadamente inexatas em comerciais e na embalagem do produto. Nos anos 80 a Danone lançou o slogan So wertvoll wie ein kleines Steak" (traduzido para o português como: Vale por um bifinho), comparando o teor de calorias do Danoninho com um bife. Depois de intervenções, indicando que as calorias do Danoninho resultam do alto teor de açúcar e gordura sem alcançar o nível das proteínas de um bife, a Danone evitou o uso do slogan.
Na Áustria a organização de defesa do consumidor Verein für Konsumenteninformation abriu, com suporte do Ministério da Segurança Social, Generações e Defesa do Consumidor da Áustria (BMSG), um processo judicial em 2005 obrigando a Danone em mudar as afirmações em comerciais e as declarações na embalagem.

## Mascote
O produto tem como mascote e garoto propaganda o dinossauro em desenho animado Dino. Nas versões internacionais o personagem é azul, porém na versão brasileira ele é verde. Nas suas primeiras aparições ele era um dinossauro gordinho e enorme, mas no design atual ele tem uma aparência mais humana semelhante a uma criança. Em 2015 tornou protagonista de uma série de animação no canal Disney Junior.